# Auguste Maquet
Auguste Maquet (Parigi, 13 settembre 1813 – Sainte-Mesme, 8 gennaio 1888) è stato uno scrittore e drammaturgo francese conosciuto per la sua collaborazione con il più noto Alexandre Dumas.

## Biografia
Nato a Parigi nel 1813, studiò presso il Liceo Carlo Magno (Lycée Charlemagne), dove conobbe Gérard de Nerval e Théophile Gautier, due tra i maggiori autori del Romanticismo francese. Terminati gli studi presso il Liceo Carlo Magno, decise di non diventare un docente di Lettere, come inizialmente voleva, ma uno scrittore autonomo: abbandonò quindi l'Università di Francia.
Iniziò a comporre poesie e a scrivere racconti e novelle per alcuni quotidiani, frequentando nello stesso tempo i maggiori autori parigini. Decise di prender parte all'attività dei Bousingos, il gruppo di letterati romantici francesi della seconda generazione, scrivendo come Augustus Mac-Keat.
Nel dicembre del 1838 conobbe Alexandre Dumas (padre) e questo incontro fu l'inizio della sua fortuna. Tuttavia, quando tra i due iniziarono i primi alterchi, dovette affrontare numerosi processi per rivendicare i diritti sulle proprie opere, scritte in collaborazione con Dumas. Tra il 20 e il 21 gennaio del 1858 era persino giunto ad accusare Dumas presso il Tribunale Civile della Senna: alla fine ottenne un rimborso di 145.200 franchi, perdendo tuttavia ogni diritto sulle opere scritte con Dumas.
Continuò la propria attività di scrittore, ottenendo nel 1861 la Legion d'onore per essa.
Morì nel 1888 nel suo castello di Sainte-Mesme e i suoi resti giacciono nel cimitero di Père-Lachaise a Parigi. Sulla sua tomba sono stati beffardamente incisi i titoli dei principali successi del suo ex amico Dumas.

## Opera

### Dibattito sulla collaborazione con Dumas padre
La collaborazione tra Maquet e Dumas padre è stata a lungo al centro di dibattiti sin dalla metà del XIX secolo:
- Eugène de Mirecourt, partendo da un aneddoto di un suo opuscolo del 1845, sostiene che il contributo di questo autore fu molto importante per Dumas, con il quale collaborava attivamente alla stesura dei testi[3].
- Joseph-Marie Quérard, biografo di entrambi, sostiene che interi capitoli furono scritti unicamente da Maquet[4].
- Fernand Chaffiol-Debillemont ha scritto che Maquet realizzava ciò che Dumas non riusciva a scrivere, come fa un muratore nel costruire una casa partendo da un buon progetto[5].
- Alain Decaux sostiene le teorie di Chaffiol-Debillemont.
- Simone Bertière, studiando la struttura de I tre moschettieri, ritiene che Maquet realizzava prima una sua visione storica dei fatti, che poi Dumas migliorava con il suo stile romantico.

### Elenco delle opere (titoli in Francese)

#### Dumas-Maquet

##### Romanzi
- Le Chevalier d'Harmental
- Sylvandire
- Les Trois Mousquetaires
- Vingt Ans après
- La Reine Margot
- Le Comte de Monte-Cristo
- La Dame de Monsoreau
- Le Chevalier de Maison-Rouge
- Joseph Balsamo
- Le Bâtard de Mauléon
- Les Mémoires d'un Médecin
- Le Collier de la Reine
- Le Vicomte de Bragelonne
- Ange Pitou
- Ingénue
- Olympe de Clèves
- La Tulipe noire
- Les Quarante-Cinq
- La Guerre des femmes

##### Teatro
- Les Trois Mousquetaires
- La Reine Margot
- Le Chevalier de Maison-Rouge, épisode du temps des Girondins
- Le Comte de Monte-Cristo
- Catilina
- La Jeunesse des Mousquetaires
- Le Chevalier d'Harmental
- La Guerre des femmes
- Urbain Grandier
- Le Comte de Morcef
- Villefort
- Le Vampire
- La Dame de Monsoreau

#### Maquet da solo

##### Romanzi
- De La Fontaine comparé comme fabuliste à Ésope et à Phèdre, 1832
- Le Beau d'Angennes, 1843
- Deux Trahisons, 1844
- 'Histoire de la Bastille (una parte), 1844
- Le Comte de Lavernie, 1852
- La Chute de Satan, 1854
- La Belle Gabrielle, 1854-1855
- Dettes de cœur, 1857
- La Maison du baigneur, 1857
- La Rose blanche, 1858
- L'Envers et l'Endroit, épisode de la fin du règne de Louis XIV, 1858
- Les Vertes Feuilles, 1862

##### Teatro
- Bathilde, 1839
- Le Château de Grantier, 1852
- Le Comte de Lavernie, 1854
- La Belle Gabrielle, 1857
- Dettes de cœur, 1859
- La Maison du baigneur, 1864
- Le Hussard de Bercheny, 1865

## Curiosità
Sulla relazione professionale tra Auguste Maquet e Alexandre Dumas i drammaturghi francesi Cyril Gély ed Eric Rouquette hanno scritto un dramma, più volte rappresentato in Francia: Signé Dumas (Firmato Dumas). Dal testo teatrale è stato tratto un film, L'autre Dumas (L'altro Dumas), con Gérard Depardieu nel ruolo di Dumas e Benoît Poelvoorde in quello di Maquet, in uscita in Francia nel mese di febbraio 2010.